# Kraljevina Srbija (1718. – 1739.)
Kraljevina Srbija (1718. – 1739.) je naziv zemlje sastavnice Habsburške Monarhije koja je uspostavljena Požarevačkim mirom 1718. god. Austrija je tu svoju pokrajinu izgubila nakon dva desetljeća, kao rezultat poraza u Bitki kod Grocke 22. srpnja 1739. god. tijekom Rusko-austrijsko-turskog rata 1735. – 1739.
Austrijsku vlast u Srbiji predstavljao je guverner, koji je djelovao putem Vojne Komandature Kraljevine Srbije (njem. Militärkommandatur des Königreichs Servien).
Tijekom kratkotrajne austrijske vladavine Srbija je prosperirala, te je stanovništvo u kratkom vremenu poraslo s oko 270 na oko 400 tisuća ljudi. Beograd je imao oko 20.000 stanovnika; Habsburgovci su tu planski naseljavali stanovništvo njemačkog jezika.
Nakon što je turska vlast ponovno uspostavljena 1739. god., uslijedila je znatna migracija Srba na područje pod vlašću Austrije – pridružujući novo naseljavanje odranije postojećem srpskom naseljavanju u Srijemu, Slavoniji, Banatu i Bačkoj. To će naseljavanje ostati zapamćeno kao Velika seoba Srba pod patrijarhom Arsenijem IV. Jovanovićem; kako su došljaci iz donedavne Kraljevine Srbije bili praćeni pravoslavnim klerom, koji je uživao zaštitu središnje austrijske vlasti, došlo je ubrzo i do agresivnog preuzimanja mnogih župa i samostana grkokatolika u Hrvatskoj – grkokatolički manastir u Marči, koji je u Uniji s Katoličkom crkvom bio od 1607. godine, pravoslavci su spalili već 28. lipnja 1739. godine - te je dio grkokatoličkog stanovništva potom prešao u pravoslavlje i s vremenom urastao u srpsku etničku zajednicu.
Gradsko stanovništvo Beograda se u cijelosti iselilo na područje pod vlašću habsburške krune; pri tome je veliki dio grada porušen.
Srbija će ostati pod vlašću Turske do Drugog srpskog ustanka 1815. – 1817. godine.

## Poveznice
- Drugi morejski rat
- Eugen Savojski
- Požarevački mir
- Rusko-turski rat 1735. – 1739.
- Prvi srpski ustanak
- Drugi srpski ustanak
- Srbi u Hrvatskoj